# حصرایل
حصرایل (به عربی: حصرايل) یک منطقهٔ مسکونی در لبنان است که در شهرستان جبیل واقع شده‌است.
 حصرایل   ۲۲۰ متر بالاتر از سطح دریا واقع شده‌است.